# Elefantgambit
Den här artikeln använder algebraisk schacknotation för att beskriva schackdragen.
Elefantgambit är en schacköppning som karaktäriseras av dragen:
1. e4 e5
2. Sf3 d5